# Nissy Entertainment 4th LIVE 〜DOME TOUR〜
『Nissy Entertainment 4th LIVE ~DOME TOUR~』（ニッシー エンターテインメント フォース ライブ ドームツアー）は2022年10月から2023年3月にかけて開催された、Nissyによるライブツアー。
Nissy自らがライブにおける演出やパフォーマンスなど全てをトータルプロデュースしている。

## 解説
本ライブツアーはベルーナドーム、バンテリンドーム　ナゴヤ、福岡PayPayドーム、京セラドーム大阪、東京ドーム、札幌ドームの6大ドームにて全国6都市11公演行われた。
Nissyによるドームツアーの開催は約3年半ぶりであり、そして自身の最大規模のライブツアーとなった。総観客動員数は45万人を記録し、全公演ソールドアウトを達成している。
本ライブツアーでNissyは男性ソロアーティストとして史上2人目となる6大ドームツアーを開催したアーティストとなった。

## 新型コロナウイルスの影響
本ツアーは新型コロナウイルスの影響により、ライブ公演においても“声出しNG”など様々な制限が強いられた中の開催となった。
来場者がマスクを着用の上であれば声出しが可能になった後の、2022年12月24日（土）福岡PayPayドーム以降の公演では来場者の声出しも有りで開催された。

## ツアー日程
| 日付                           | 会場                         | 開場時間 / 開演時間 |
| ------------------------------ | ---------------------------- | ------------------- |
| 2022年10月21日(金)             | ベルーナドーム（西武ドーム） | 15:30 / 17:30       |
| 2022年10月22日(土)             | ベルーナドーム（西武ドーム） | 15:30 / 17:30       |
| 2022年11月12日（土）           | バンテリンドーム ナゴヤ      | 15:00 / 17:00       |
| 2022年11月13日（日）           | バンテリンドーム ナゴヤ      | 14:00 / 16:00       |
| 2022年12月24日（土）           | 福岡PayPayドーム             | 15:00 / 17:00       |
| 2022年12月25日（日）           | 福岡PayPayドーム             | 14:00 / 16:00       |
| 2023年2月4日（土）             | 京セラドーム大阪             | 15:00 / 17:00       |
| 2023年2月5日（日）             | 京セラドーム大阪             | 14:00 / 16:00       |
| 2023年2月16日（木）            | 東京ドーム                   | 16:00 / 18:00       |
| 2023年2月17日（金）            | 東京ドーム                   | 16:00 / 18:00       |
| 【追加公演】 2023年3月25日(土) | 札幌ドーム                   | 15:00 / 17:00       |

## セットリスト
1. "DoDo"
2. "Trippin"
3. "The Ride"
4. "NeverStop"
5. "Relux & Chill"
6. "Jealous"
7. "君に触れた時から"
8. "Don't Stop The Rain"
9. "Say Yes"
10. "DANCE DANCE DANCE"
11. "The Eternal Live"
12. "I need you"
13. "僕にできること"
14. "Get You Back"
15. "The Days"
16. "トリコ"
17. "Cat&Mouse"
18. "NA"
19. "まだ君は知らない MY PRETTIEST GIRL"
20. "ワガママ"
21. "My Luv"

## 配信
2023/11/29にAmazon Primevideoにて190以上の国と地域で世界配信が決定しており、
自身のライブ制作における、苦悩や葛藤そして歓喜の様子を追ったドキュメンタリー映像も前編・後編で配信が決定している。
同内容をDVDとBlu-rayでパッケージ化したものの販売も決定している。

## ライブを記念して行われたタイアップ企画
西日本鉄道
2022年12月24日・25日に福岡・福岡PayPayドームにて開催されるライブにあわせて、西日本鉄道とタイアップし、“Nissy×Nishitetsu”企画を実施した。
西鉄電車内において、ラッピング車両の運行や、特別メッセージの放送、ステッカーの配布などが行われた。
ご当地銘菓とのコラボレーション
本ライブツアー公演各地のご当地銘菓とコラボレーションした商品を販売した。
愛知ではしるこサンド（松永製菓）、福岡ではめんべい（山口油屋福郎）、大阪では満月ポン（松岡製菓）＆呼吸チョコ（マルシゲ）、東京ではぷち歌舞伎揚（天乃屋）などが販売された。
東京ドームシティとのコラボ
2/16(木)・17(金)の『Nissy Entertainment 4th LIVE 〜DOME TOUR〜』東京ドーム公演の開催を記念して、東京ドームシティにてコラボイベントを実施した。
対象店舗にて本ライブツアーグッズ、もしくは本ライブツアー公演チケットを提示かつ1会計につき1,000円（税込）以上ご購入のお客様に、オリジナルLippyデザインのアクリルキーホルダーをプレゼントした。
LIVE当日の2日間限定で、オリジナルデザインA5クリアファイル付きアトラクション1回券を900円（税込）にて販売した。
サッポロテレビ塔ジャック
3月25日（土）の札幌ドーム公演を記念して、期間限定のスペシャルコラボを開催した。
本ライブツアーをイメージしたカラーにテレビ塔がライトアップされた。
6大ドームツアーのメモリアルフォトスポットが展望台に設置された。
展望台へのチケットがLippyのスペシャルデザインになった。
Lippyとテレビ塔のキャラクター「テレビ父さん」のコラボレーショングッズが販売された。